# (38557) 1999 VV92
1999 VV92 (asteroide 38557) é um asteroide da cintura principal. Possui uma excentricidade de 0.04201400 e uma inclinação de 2.08351º.
Este asteroide foi descoberto no dia 9 de novembro de 1999 por LINEAR em Socorro.